# Diplôme militaire romain

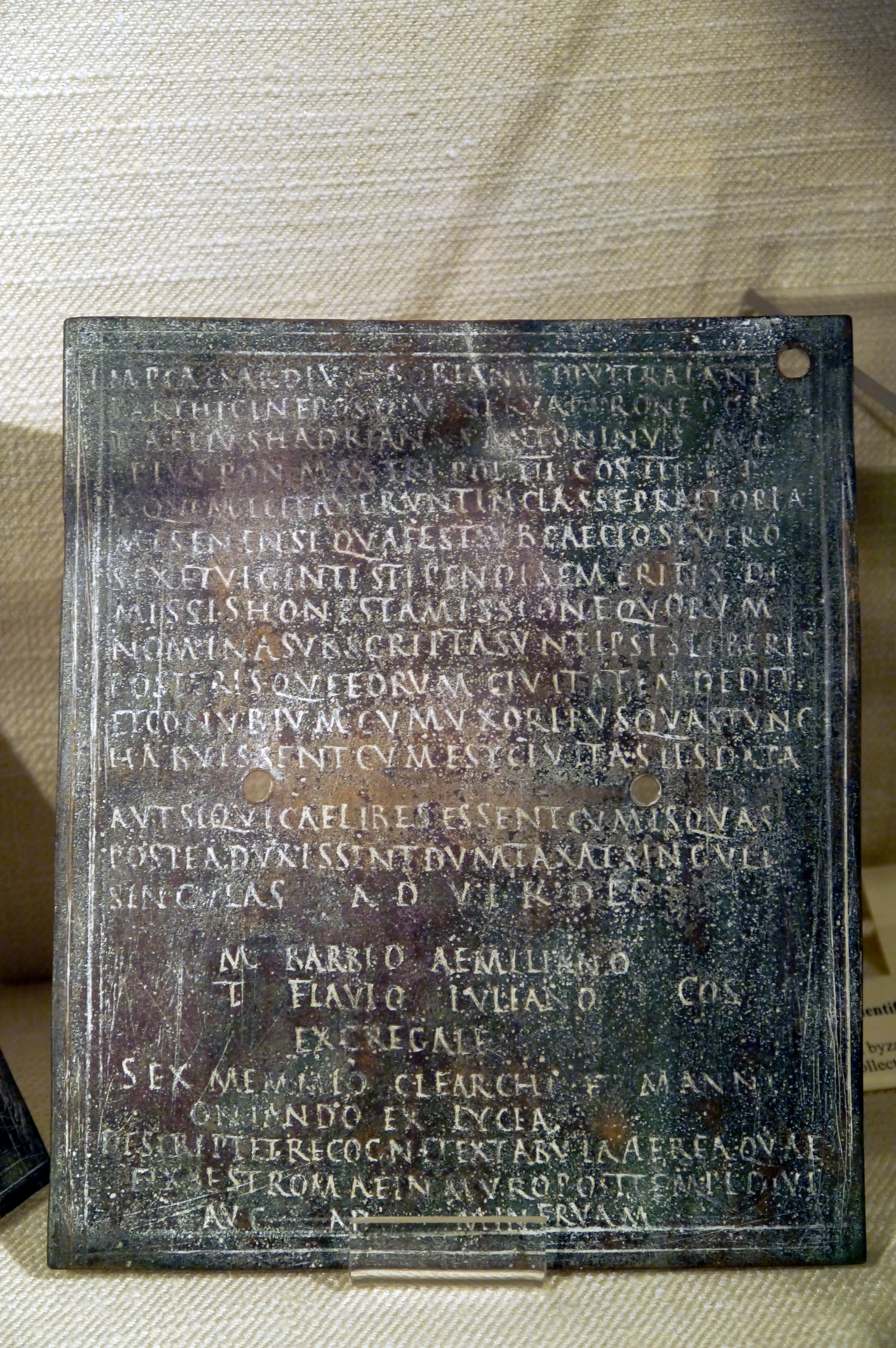
Diplôme militaire de Sex. Memmius Clearchi. Paris, Cabinet des médailles (BNF) =

Un diplôme militaire romain est un document épigraphique attestant que son bénéficiaire a reçu son congé honorable (honesta missio) de l'armée romaine au terme de son service militaire. Les diplômes militaires (diplomata militaria) étaient en général gravés sur deux tablettes de bronze repliées sur elles-mêmes en forme de diptyque.

## Histoire
Le plus ancien diplôme militaire connu date de 52 apr. J.-C., sous l'empereur Claude, qui accorda le droit de cité aux auxiliaires à la fin de leur service. La délivrance des diplômes devient régulière à partir de l'époque flavienne, avec un rythme vraisemblablement annuel, avec plusieurs séries de délivrances (dites « constitutions ») par année. On constate néanmoins une absence de délivrance de diplôme durant la période 168-177 (un seul diplôme connu). Les historiens en sont réduits aux hypothèses pour expliquer cette lacune : pertes militaires et épidémies sous Marc Aurèle réduisant le nombre d'auxiliaires atteignant la durée règlementaire de service, coût considérable des supports en bronze face à la pénurie de trésorerie en 1969, démobilisations retardées, etc. . Après 212 et la généralisation de la citoyenneté, la nécessite du diplôme devient caduque.
Contrairement aux légionnaires, en principe citoyens romains d'origine, les auxiliaires ne recevaient la citoyenneté et le droit de se marier qu'après 20 ans de service. La délivrance des diplômes est une phénomène de masse, mais malgré un accroissement continuel des trouvailles, seulement 800 ont été retrouvés. Compte tenu d'un taux très faible des trouvailles par rapport aux émissions de diplômes, Werner Eck estime en 2002 que 150 000 diplômes voire 300 000 diplômes ont été délivrés pendant la durée de l'Empire.

#### Éditions
- Corpus Inscriptionum Latinarum, vol. XVI.
- Margaret Roxan, Paul Holder, Roman Military Diplomas, 5 vol.

#### Études
- (de) Werner Eck, Hartmut Wolff dir., Heer und Integrationspolitik. Die römischen Militärdiplome als historische Quelle (« Passauer historische Forschungen », 2), Cologne, Böhlau, 1986.  (ISBN 3-412-06686-9)
- Werner Eck, « L'empereur romain chef de l'armée. Le témoignage des diplômes militaires », Cahiers du Centre Gustave Glotz, no 13,‎ 2002, p. 93-112 (lire en ligne).